# Орлов, Евгений Александрович (хоккеист)
Евгений Александрович Орлов (род. 24 октября 1990, Улиткино, Московская область) — российский хоккеист, правый нападающий клуба «Омские крылья».

## Биография
Родился 24 октября 1990 года в деревне Улиткино Анискинского сельсовета Щёлковского района Московской области, ныне деревня входит в городской округ Лосино-Петровский той же области. В детстве переехал в город Омск Омской области.
Пришёл в хоккей после того, как занимался футболом, примерно до 8 лет.
Воспитанник омского хоккея. Первым тренером в СКК им. В. Н. Блинова стал Зыков Виктор Александрович.
Окончил Сибирский государственный университет физической культуры и спорта и Высшею школу тренеров, г. Омск.
Выступал за «Авангард»-90, «Авангард-2» (Омск), сборные Сибири. Свою первую шайбу за взрослую команду Евгений забросил 30 августа 2009 года на 16 минуте матча против новокузнецкого «Металлурга» на XXIV турнире памяти Олимпийского чемпиона Виктора Блинова. Свою первую шайбу в чемпионате КХЛ Евгений забросил 10 октября 2009 года в ворота новосибирской «Сибири» на 48-й минуте матча.
В августе 2016 года Орлов подписал просмотровый контракт с московским «Спартаком», однако по итогам сборов полноценный контракт подписан не был.
В 2017 году контракт с московским «Спартаком» был подписан до 30 апреля 2018 года. В «Спартаке» провёл 12 игр, забил 1 гол и перешёл в «Химик».
С 1 июля 2019 года по 22 декабря 2020 года играл за ХК «Ижсталь» (Ижевск).
С 23 декабря 2020 года играл за ХК «Ростов» (Ростов-на-Дону).

## Достижения
- Обладатель Кубка Харламова (2012).